# I’ve Been Waiting for This Night
«I’ve Been Waiting for This Night» (рус. Я ждал этой ночи) — сингл литовского певца Донатаса Монтвидаса, представленный им на конкурсе «Евровидение-2016» в Стокгольме.

## Евровидение 2016
Для повторного участия в «Евровидении» Донни Монтелл (ранее он уже участвовал в конкурсе в 2012 году) проходил национальный отбор, где и получил такое право. Организатором этого мероприятия стало Литовское национальное радио- и телевещание. Конкурировали между собой 28 участников в течение 10 недель. В финале отбора 12 марта 2016 года Донни со своей песней и был избран представить Литву в предстоящем конкурсе, набрав больше всех очков от жюри и телезрителей. И ровно через 2 месяца 12 мая Донни представил свою страну на арене Эрикссон-Глоб во 2-м полуфинале в конкурсе «Евровидение 2016». Затем он прошёл в финал и в итоге набрал 200 очков, заняв 9-ю позицию этого конкурса.

## Композиция
| №  | Название                           | Автор(ы)                          | Длительность |
| -- | ---------------------------------- | --------------------------------- | ------------ |
| 1. | «I've Been Waiting for This Night» | Джонас Тэндер, Беатрис Робертссон | 3:05         |

## Позиции в чартах
| Страна                     | Высшая позиция |
| -------------------------- | -------------- |
| Швеция (Sverigetopplistan) | 4              |